# Sierra de Béjar (comarca)

Igreja de Candelario.

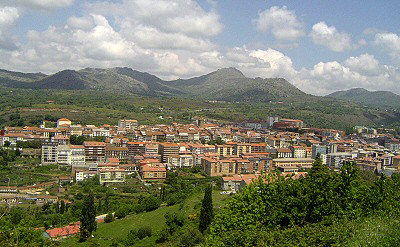
Vista geral de Béjar, a capital comarcal.

A Sierra de Béjar é de uma das comarcas com maior significado histórico-tradicional, geográfico e cultural da província de Salamanca, em Castela e Leão, Espanha, ainda que os seus limites não se correspondem com uma divisão administrativa. A sua parte mais elevada está à beira das províncias de Ávila e Cáceres, assim nas comarcas cacerenhas do Valle del Jerte e o Valle del Ambroz bem como na abulense do Alto Tormes também usa-se o nome Sierra de Béjar para se referir às vertentes desta serra em ditas províncias.

## Geografia

### Demarcação
Compreende 32 concelhos: Aldeacipreste, Béjar, Candelario, Cantagallo, El Cerro, Colmenar de Montemayor, Cristóbal de la Sierra, Fresnedoso, Fuentes de Béjar, Horcajo de Montemayor, La Cabeza de Béjar, La Calzada de Béjar, La Hoya, Lagunilla, Ledrada, Montemayor del Río, Nava de Béjar, Navacarros, Navalmoral de Béjar, Peñacaballera, Peromingo, Puebla de San Medel, Puerto de Béjar, Sanchotello, Santibáñez de Béjar, Sorihuela, Valdefuentes de Sangusín, Valdehijaderos, Valdelacasa, Valdelageve, Vallejera de Riofrío e Valverde de Valdelacasa. Considera-se Béjar como o centro principal ou capital do território. O Alto Tormes é muitas vezes considerado uma subcomarca de Béjar.